# Válogatásalbum
A válogatásalbum a zenei nagylemezek egyik csoportja. Általában olyan felvételeket tartalmaz, amelyek már korábban más hanghordozón megjelentek. Felkerülhetnek rá egyetlen vagy több előadó dalai egyaránt. Tágabb értelemben válogatásnak tekintik az olyan albumokat is, amelyek ugyan részben vagy egészben új felvételeket tartalmaznak, de több előadótól.

## A válogatásalbumok típusai
A válogatásalbumon belül további kategóriák különíthetők el, például a válogatás elve alapján. A „best of” vagy „Greatest Hits of” (esetleg Magyarországon „Aranyalbum”) címekkel fémjelzett album általában egy adott előadó legsikeresebb slágereit tartalmazza. A kronologikus válogatásokra egy adott korszakból kerülnek dalok, a tematikus válogatásokon (vagy stílusválogatásokon) pedig szövegeiben hasonló témát feldolgozó vagy zeneileg hasonló stílusú, hangzású dalok hallhatók. Mind a kronologikus, mind a tematikus válogatásoknál gyakori, hogy egy-egy albumsorozat részeként jelennek meg. A ritkaságválogatások (angolul rarities album) addig kiadatlan vagy nehezen beszerezhető régi felvételeket tartalmaznak.
A válogatások közé sorolják a gyűjteményes kiadásokat is, mint például kislemezdalok megjelenése egy albumon (például az Omega Az Omega összes kislemeze 1967–1971 című albuma), két hagyományos hanglemez teljes anyaga egy CD-n (például szintén az Omegától az Omega 6.-7. című válogatás a teljes 6. és 7. album tartalmával) vagy korábban megjelent albumokat magukba foglaló box-setek.

### Remake album
Előfordul, hogy a válogatásokra a dalok egy részét újra felveszik az eredetitől kissé vagy lényegesen eltérő verzióban (ha a hanganyag többsége vagy egésze ilyen, remake albumról beszélünk), illetve bónuszként egy-két új dal is felkerülhet a régiek mellé. Remake albumra jó példa a P. Mobil Színe-java című válogatáslemeze. Amennyiben a válogatásalbumra a dal eredeti változata kerül fel, remaszterelésről beszélünk.

## Példák válogatásalbumok különféle változataira

### Példák egy előadó vagy együttes válogatásalbumaira
- Chris Rea: The Best of Chris Rea – Általános válogatás Chris Rea legnépszerűbb dalaiból.
- Kylie Minogue: Greatest Hits 87-97 – Időszakhoz kötött válogatás, melyen Kylie Minogue 1987 és 1997 közötti legnépszerűbb számai szerepelnek.
- Olivia Newton-John: Early Olivia – Időszakhoz kötött válogatás, melyen Olivia pályafutása korai szakaszának sikerei szerepelnek.
- Elvis Presley: Christmas with Elvis – Tematikus válogatás Elvis Presley legszebb karácsonyi dalaiból
- Michael Jackson: The Ultimate Collection – Időszakhoz kötött válogatás, melyen Michael Jackson 1979 és 2001 közötti legnépszerűbb pop stílusú dalai szerepelnek.
- Olivia Newton-John: Country Girl – tematikus válogatás Olivia legnépszerűbb country stílusú dalaiból.
- Carl Perkins: The Best Of The Sun Sessions – Tematikus válogatás Carl Perkins a Sun kiadónál megjelent legnépszerűbb dalaiból
- Roadrunners: The Lost Records – Tematikus válogatás a Roadrunners együttes elveszettnek hitt, de később megtalált felvételeiből (csak illusztráció)
- Compay Segundo: Clubs & Theatres – tematikus válogatás Compay Segundo koncertfelvételeiből
- Chet Baker: Chet in Paris – tematikus, egyben időrendi válogatás, Chet Baker párizsi korszakának legszebb felvételei
- Suzi Quatro: Singles A's and B's – tematikus válogatás Suzi Quatro kislemezei alapján
- Suzi Quatro: Unreleased Emotions – tematikus válogatás Suzi Quatro meg nem jelent dalaiból
- Falco: The Remix Hit Collection – Tematikus válogatás Falco legnagyobb sikereinek remix változataiból
- Vangelis és Jon Anderson: Best of Jon and Vangelis – Válogatás Vangelis és Jon Anderson legjobb KÖZÖS dalaiból
- Republic: Aranyalbum 1990–2000 – Időszakhoz kötött válogatás, melyen a Republic együttes 1990 és 2000 közötti legsikeresebb dalai szerepelnek.

### Példák több előadó dalaiból összeállított válogatásokra
- Best of Heavy Metal – Válogatás a legjobb heavy metal előadók számaiból
- Best of Christmas – Általános válogatás a legszebb karácsonyi dalokból
- Rock And Roll Christmas – Válogatás a Rock And Roll korszak előadóinak karácsonyi dalaiból
- Celtic Christmas – Válogatás ír, skót és walesi karácsonyi dalokból
- Dance Max Vol.9 – A megjelenéskor legfrissebb dance slágerek egy albumon, a sorozat 9-ik albuma
- Best Of Italo Disco Vol.15 – A megjelenéskor legfrissebb Italo Disco slágerek, a sorozat 15-ik albuma
- Best of Mozart – Részletek Mozart legszebb darabjaiból, több előadó tolmácsolásában
- Best of Overtures – A legnépszerűbb operanyitányok különféle zenekarok előadásában
- Best of 1964 – Az 1964-es év legnépszerűbb sikerei
- Cairo to Casablanca – Világzenei válogatás Észak-Afrika tájairól
- Oldies But Goldies of the 50's – válogatás az ötvenes évek slágereiből
- Best of Chinn & Chapman – Válogatás a Chinn & Chapman szerzőpáros legjobb dalaiból

Az albumok tematikája a legkülönfélébb lehet, a címeikben gyakran, de nem mindig szerepel a „Best of” vagy „Greatest Hits”, de többnyire utalnak az album stílusára vagy időszakára.

### Példák ritkaságválogatásra
- Kovács Kati: Kiadatlan dalok – válogatás Kovács Kati soha ki nem adott dalaiból
- Omega: Legendás kislemezek – válogatás az Omega korábban csak kislemezen kiadott dalaiból. Az album kizárólag hanglemezen jelent meg
- Omega: Az Omega összes kislemeze 1967–1971 – a Legendás kislemezek bővített kiadású CD-változata, több kislemezdalt tartalmaz, de még mindig nem az összeset
- Omega: Kiabálj, énekelj! – ritkaságválogatás néhány soha ki nem adott Omega-dallal

### Példák remake-albumra
- P. Mobil: Színe-java – Ismert P. Mobil-dalok újra felvéve
- Lord: Szóljon a Lord – Lord-slágerek újra felvéve
- Szűcs Judith: Slágerek – az énekesnő ismert régi dalai új köntösben
- Szűcs Judith: Slágerek 2. – a Slágerek album folytatása
- Zoltán Erika: Best of Zoltán Erika – az énekesnő ismert dalai remixelve

### Filmzenei albumok
A válogatások egy speciális fajtáját képezik az egy filmben elhangzott dalokból összeállított albumok, melyek nem tévesztendők össze a film kísérőzenéjéből összeállított ún. soundtrack albumokkal.
Példák:
- Music from the Motion Picture Easy Rider – az album a filmben elhangzó dalokat tartalmazza, a filmnek egyéb kísérőzenéje nincs.
- Music from the Motion Picture Ghostbusters – az album a filmben elhangzott dalokat és a film kísérőzenéjének néhány részletét is tartalmazza.
- Music from the Motion Picture Sordid Lives, az album a filmben elhangzott dalokat, azon felül párbeszédrészleteket is tartalmaz a filmből.
- Original Motion Picture Soundtrack Stargate – az album a film kísérőzenéjét tartalmazza, így nem nevezhető válogatásalbumnak.
- The Original Soundtrack of the Motion Picture Grease – az album a filmben elhangzó dalokat tartalmazza, de mivel a dalok egy egységes musical részei, nem nevezhető válogatásalbumnak.